# Swobnica (gmina)
Swobnica – dawna gmina wiejska istniejąca w latach 1945–1954 i 1973–1976 w woj. szczecińskim (dzisiejsze woj. zachodniopomorskie). Siedzibą władz gminy była Swobnica.
Gmina Swobnica powstała po II wojnie światowej na terenie tzw. Ziem Odzyskanych (tzw. III okręg administracyjny – Pomorze Zachodnie). 28 czerwca 1946 gmina – jako jednostka administracyjna powiatu gryfińskiego – weszła w skład nowo utworzonego woj. szczecińskiego.
Według stanu z 1 lipca 1952 gmina składała się z 11 gromad: Baniewice, Dłusko Gryfińskie, Grzybno, Kamienny Jaz, Lisie Pole, Polesiny, Rurka, Strzelczyn, Strzeszów, Swobnica i Żelechowo. Gmina została zniesiona 29 września 1954 wraz z reformą wprowadzającą gromady w miejsce gmin.
Jednostkę reaktywowano 1 stycznia 1973 w tymże powiecie i województwie. 1 czerwca 1975 gmina weszła w skład nowo utworzonego (mniejszego) woj. szczecińskiego.
2 lipca 1976 gmina została zniesiona, a jej obszar włączony do gmin:
- Banie (obszary sołectw: Baniewice, Dłusko Gryfińskie, Górnowo i Swobnica),
- Chojna (obszary sołectw: Grzybno, Kamienny Jaz, Rurka i Strzelczyn).